# Castelo Dryslwyn

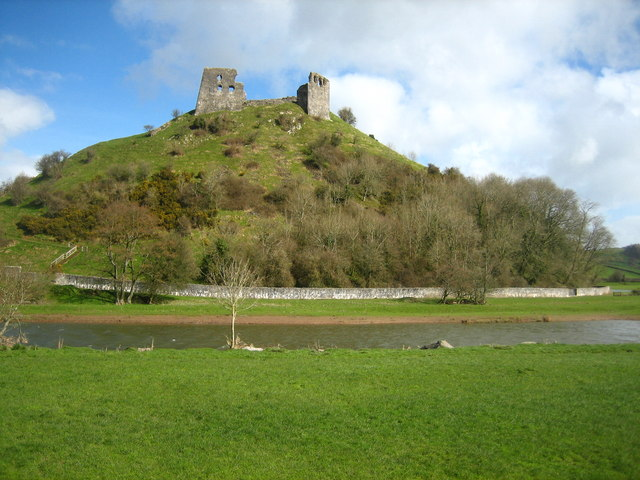
Castelo Dryslwyn, País de Gales

O Castelo Dryslwyn (em língua inglesa Dryslwyn Castle) é um castelo atualmente em ruínas localizado em Llangathen, Carmarthenshire, País de Gales.
Encontra-se classificado no grau "I" do "listed building" desde 7 de agosto de 1966.